# Aszendent (Geologie)
Aszendent   bezeichnet im geowissenschaftlichen Kontext aufsteigende Lösungen und Wässer. Aufsteigende Wässer besitzen eine große Bedeutung bei diagenetischen Prozessen, bei der Bodenbildung, beim Aufstieg von Thermalwässern sowie bei der Bildung von hydrothermale Lagerstätten.
Durch Auspressung von Gesteins- und Porenwasser während der Diagenese können sich diese mit Mineralien anreichern und in oberen Gesteinsschichten in Form von Krusten oder Imprägnierungen wieder ausscheiden. Ähnliche Prozesse, in Verbindung mit schwankenden Grundwasserspiegelständen und Verdunstung führen bei der Entstehung von Böden zu charakteristischen Bodenhorizonten. Aufsteigende, erzhaltige Lösungen aus tieferen Teilen der Erdkruste – auch in der Literatur als hypogen bezeichnet – sind Voraussetzung für die Bildungen fast aller hydrothermalen Lagerstätten.
Das Gegenstück, also die absteigende, der Schwerkraft folgende Wässer, bezeichnet man als deszendent. Deszendente, mineralisierte Wässer sind häufig an der Bildung von Verwitterungslagerstätten und Erzlagerstätten in der Zementationszone beteiligt.